# The Curse of Frankenstein
The Curse of Frankenstein er en britisk gyserfilm fra Hammer Film Productions fra 1957. Filmen er baseret på romanen Frankenstein af Mary Shelley. Det var Hammers første gyserfilm i farver og den første i deres Frankenstein-serie. Filmens verdensomspændende succes førte til flere efterfølgere samt studiets nye versioner af Dracula (1958) og Mumien (1959) og til etableringen af "Hammer Horror" som et særligt mærke af gyserfilm i gotisk stil. Filmen blev instrueret af Terence Fisher, og i hovedrollerne ses Peter Cushing og Christopher Lee.

## Medvirkende
- Peter Cushing som Baron Victor von Frankenstein
- Christopher Lee som Frankenstein's Monster
- Hazel Court som Elizabeth
- Robert Urquhart som Dr. Paul Krempe
- Valerie Gaunt som Justine
- Noel Hood som Tante Sophia
- Melvyn Hayes som unge Victor
- Paul Hardtmuth som Professor Bernstein
- Fred Johnson som Bedstefar